# Westray Airport

i7
i11
i13
Der Westray Airport (IATA-Code: WRY, ICAO-Code: EGEW) befindet sich auf der Insel Westray in Orkney, Schottland. Bekanntheit erlangte er dadurch, dass der Flug zum Papa Westray Airport der kürzeste Linienflug der Welt ist. Die Strecke beträgt 2,8 km und die Flugzeit, inklusive Ausrollen, zwei Minuten. Es wird auch noch der Flughafen Kirkwall angeflogen.
Der Flugplatz hat eine CAA Ordinary Licence (Nummer P539), die Flüge für die Beförderung von Passagieren oder Flugunterricht erlaubt, die vom Lizenznehmer (Orkney Islands Council) zugelassen sind, Nachtflüge sind aber verboten.